# Титульные списки
Титульные списки — утверждённые в установленном порядке плановые документы, обязательные для заказчиков, подрядчиков, плановых, финансовых и снабженческих органов. Содержат поимённый перечень строящихся и реконструируемых объектов, включаемых в план капитальных вложений.
В них указываются наименование и местонахождение стройки, год начала и окончания строительства, сметная стоимость, включая строительно-монтажные работы, объём работ на период строительства с распределением по годам, а также на планируемый год, данные о проектно-сметной документации.
Титульный внутрипостроечный список — один из документов, служащий основанием для финансирования и кредитования строительства. Устанавливает перечень объектов стройки, по каждому из которых указываются стоимость строительства, объем капитальных вложений с выделением стоимости сдаваемого в монтаж оборудования и строительных и монтажных работ, величина ввода в действие мощностей и ввода в действие основных фондов, сроки ввода, объем незавершенного строительства.